# Pala (Estônia)
Pala (em estoniano:  Pala vald) é um município rural estoniano localizado na região de Jõgevamaa.